# Volby do Sněmovny lidu Federálního shromáždění 1992
Volby do Sněmovny lidu Federálního shromáždění se konaly ve dnech 5. až 6. 6. 1992. Z celkového počtu 150 poslanců vzešlo 99 z České republiky a 51 ze Slovenské republiky. Volby vyhrála Občanská demokratická strana, na Slovensku pak Hnutí za demokratické Slovensko. Oba nejsilnější subjekty vytvořily novou vládu za podpory Československé strany lidové, do jejíhož čela se postavil Jan Stráský (ODS).

## Rozdělení mandátů
|        |                                                                    |                                                               |                                                               |       |         |         |      |
| Strana | Strana                                                             | Strana                                                        | Strana                                                        | Země  | Mandáty | Mandáty | +/–  |
|        | Koalice Občanská demokratická strana-Křesťanskodemokratická strana |                                                               | Občanská demokratická strana                                  | ČR    | 48/150  | 43/150  | 43 ▲ |
|        | Koalice Občanská demokratická strana-Křesťanskodemokratická strana | Křesťanskodemokratická strana                                 | 5/150                                                         | ČR    | 48/150  | 2 ▲     |      |
|        | Hnutí za demokratické Slovensko                                    | Hnutí za demokratické Slovensko                               | Hnutí za demokratické Slovensko                               | SR    | 24/150  | 24/150  | 24 ▲ |
|        | Levý blok                                                          | Levý blok                                                     | Levý blok                                                     | ČR    | 19/150  | 19/150  | 0 ▬  |
|        | Československá sociální demokracie                                 |                                                               | Československá sociální demokracie                            | ČR SR | 10/150  | 10/150  | 10 ▲ |
|        | Československá sociální demokracie                                 | Sociálnodemokratická strana Slovenska                         | 0/150                                                         | ČR SR | 10/150  | 0 ▬     |      |
|        | Strana demokratickej ľavice                                        | Strana demokratickej ľavice                                   | Strana demokratickej ľavice                                   | SR    | 10/150  | 10/150  | 10 ▲ |
|        | Sdružení pro republiku – Republikánská strana Československa       | Sdružení pro republiku – Republikánská strana Československa  | Sdružení pro republiku – Republikánská strana Československa  | ČR    | 8/150   | 8/150   | 8 ▲  |
|        | Křesťanská a demokratická unie – Československá strana lidová      | Křesťanská a demokratická unie – Československá strana lidová | Křesťanská a demokratická unie – Československá strana lidová | ČR    | 7/150   | 7/150   | 1 ▲  |
|        | Liberálně sociální unie                                            |                                                               | Zemědělská strana                                             | ČR    | 7/150   | 2/150   | 2 ▲  |
|        | Liberálně sociální unie                                            | Strana zelených                                               | 2/150                                                         | ČR    | 7/150   | 2 ▲     |      |
|        | Liberálně sociální unie                                            | Hnutí zemědělců a nezávislých                                 | 2/150                                                         | ČR    | 7/150   | 2 ▲     |      |
|        | Liberálně sociální unie                                            | Československá strana socialistická                           | 1/150                                                         | ČR    | 7/150   | 1 ▲     |      |
|        | Slovenská národná strana                                           | Slovenská národná strana                                      | Slovenská národná strana                                      | SR    | 6/150   | 6/150   | 0 ▬  |
|        | Kresťanskodemokratické hnutie                                      | Kresťanskodemokratické hnutie                                 | Kresťanskodemokratické hnutie                                 | SR    | 6/150   | 6/150   | 5 ▼  |
|        | Spolužitie-Maďarské kresťanskodemokratické hnutie                  | Spolužitie-Maďarské kresťanskodemokratické hnutie             | Spolužitie-Maďarské kresťanskodemokratické hnutie             | SR    | 5/150   | 5/150   | 0 ▬  |

## Výsledky hlasování za Česko

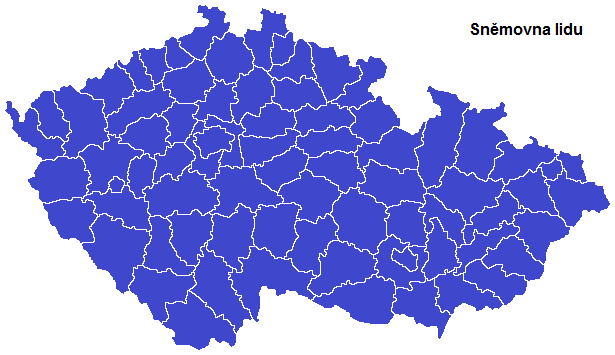
Vítězné strany podle okresů (modrá Koalice ODS a KDS)

| Strana                                                           | Počet hlasů | Procentuální vyjádření | Počet mandátů |
| ---------------------------------------------------------------- | ----------- | ---------------------- | ------------- |
| Občanská demokratická strana Křesťanskodemokratická strana       | 2 200 937   | 33,90 %                | 48            |
| Levý blok (KSČM a SDL)                                           | 926 228     | 14,27 %                | 19            |
| Československá sociální demokracie                               | 498 030     | 7,67 %                 | 10            |
| Sdruž.pro rep.-Republikánská str. Čsl.                           | 420 848     | 6,48 %                 | 8             |
| Křesť. dem. unie - Čsl. str. lidová                              | 388 122     | 5,98 %                 | 7             |
| Liberálně sociální unie                                          | 378 962     | 5,84 %                 | 7             |
| Občanská demokratická aliance                                    | 323 614     | 4,98 %                 | 0             |
| Občanské hnutí                                                   | 284 854     | 4,39 %                 | 0             |
| Hnutí za sam.dem.-Sp. Mor.a Sl.                                  | 274 489     | 4,23 %                 | 0             |
| Důchodci za životní jistoty                                      | 214 681     | 3,31 %                 | 0             |
| Str. čs. podnikatelů, živnostníků a rolníků                      | 166 325     | 2,56 %                 | 0             |
| Klub angažovaných nestraníků                                     | 129 022     | 1,99 %                 | 0             |
| Nezávislá iniciativa                                             | 76 678      | 1,18 %                 | 0             |
| Strana přátel piva                                               | 68 985      | 1,06 %                 | 0             |
| Hnutí za sociální spravedlnost                                   | 59 585      | 0,92 %                 | 0             |
| Demokraté 92 za společný stát                                    | 32 746      | 0,50 %                 | 0             |
| Romská občanská iniciativa ČSFR                                  | 17 130      | 0,26 %                 | 0             |
| Strana republikánské a národně demokratické jednoty              | 10 335      | 0,16 %                 | 0             |
| Národně sociální strana – Československá strana národně sociální | 8 922       | 0,14 %                 | 0             |
| celkem                                                           | 6 492 462   | 100 %                  | 99            |

## Výsledky hlasování na Slovensku
| Strana                                            | Počet hlasů | Procentuální vyjádření | Počet mandátů |
| ------------------------------------------------- | ----------- | ---------------------- | ------------- |
| Hnutie za demokratické Slovensko                  |             | 33,54 %                | 24            |
| Strana demokratickej ľavice                       |             | 14,44 %                | 10            |
| Slovenská národná strana                          |             | 9,39 %                 | 6             |
| Kresťanskodemokratické hnutie                     |             | 8,96 %                 | 6             |
| Maďarské kresťanskodemokratické hnutie Spolužitie |             | 7,37 %                 | 5             |
| Občianska demokratická únia                       |             | 1,28 %                 | 0             |
| Demokratická strana                               |             | 1,28 %                 | 0             |
| Slovenské kresťanskodemokratické hnutie           |             | 1,11 %                 | 0             |
| Strana zelených                                   |             | 0,85 %                 | 0             |
| Maďarská občianska strana                         |             | 0,76 %                 | 0             |
| Zväz komunistov Slovenska                         |             | 0,25 %                 | 0             |
| Slovenská ľudová strana                           |             | 0,11 %                 | 0             |
| Romská občanská iniciativa ČSFR                   |             | 0,09 %                 | 0             |
| celkem                                            |             | 100 %                  | 51            |